# 高泛酸
高泛酸（英語： 或 Hopantenic acid）是一种有机化合物，分子式C10H19NO5，可看做泛解酸（2,4-二羟基-3,3-二甲基丁酸）与γ-氨基丁酸（GABA）形成的酰胺，比泛解酸与β-丙氨酸形成的泛酸多一个亚甲基，因而得名。